# Romulus (Michigan)
Pour les articles homonymes, voir Romulus (homonymie).
Romulus est une ville située dans l’État américain du Michigan, dans le comté de Wayne. Selon le recensement de 2000, sa population est de 22 890 habitants.
La ville abrite l'aéroport métropolitain de Détroit.

## Démographie
| Groupe            | Romulus | Michigan | États-Unis |
| ----------------- | ------- | -------- | ---------- |
| Blancs            | 50,5    | 79,0     | 72,4       |
| Afro-Américains   | 43,1    | 14,2     | 12,6       |
| Métis             | 3,9     | 2,3      | 2,9        |
| Asiatiques        | 1,1     | 2,4      | 4,8        |
| Autres            | 1,0     | 1,5      | 6,4        |
| Amérindiens       | 0,5     | 0,6      | 0,9        |
| Total             | 100     | 100      | 100        |
|                   |         |          |            |
| Latino-Américains | 3,0     | 4,4      | 16,7       |

Selon l'American Community Survey, pour la période 2011-2015, 93,62 % de la population âgée de plus de 5 ans déclare parler anglais à la maison alors que 1,84 % déclare parler l'espagnol, 1,12 le tagalog, 0,82 % l'ourdou, 0,74 % une langue africaine et 1,86 % une autre langue.

## Source
- (en) Cet article est partiellement ou en totalité issu de l’article de Wikipédia en anglais intitulé « Romulus, Michigan » (voir la liste des auteurs).

1. ↑  (en) « Romulus, MI Population - Census 2010 and 2000 », sur censusviewer.com.
2. ↑  (en) « Population of Michigan - Census 2010 and 2000 », sur censusviewer.com.
3. ↑  (en) « Language spoken at home by ability to speak English for the population 5 years and over », sur factfinder.census.gov.